# Campionato Italiano Football Americano Femminile 2016
La stagione 2016 del Campionato CIFAF, è la 4ª edizione del campionato di Football Americano femminile organizzato sotto l'egida della FIDAF.
Il torneo inizierà il 1º maggio 2016, e terminerà l'8 luglio 2016 con la disputa del IV Rose Bowl Italia.
Al campionato partecipano 5 squadre.
La squadra vincitrice del campionato è il One Team che ha superato in finale la squadra di Bologna, le Neptunes.

## Team iscritti
1. Chimere Ferrara-Pescara
2. Le Marines Lazio
3. Neptunes Bologna
4. One Team Milano
5. Vibrie Salento

## Calendario

### Stagione regolare

#### 1ª giornata
| San Giovanni Lupatoto 1º maggio 2016, ore 15:00 | One Team Milano | 13 – 20 | Neptunes Bologna | C.S. Mozzo |

| Surbo 1º maggio 2016, ore 15:05 | Vibrie Salento | 0 – 18 (0-6 0-6 0-0 0-6) | Le Marines Lazio | Campo Comunale |

#### 2ª giornata
| Bologna 15 maggio 2016, ore 15:00 | Neptunes Bologna | 12 – 0 (6-0 0-0 6-0 0-0) | Chimere Ferrara-Pescara | C.S. Dozza |

| Roma 15 maggio 2016, ore 15:05 | Le Marines Lazio | 6 – 33 (0-7 0-6 0-14 6-6) | One Team Milano | G.S. Polizia Municipale |

#### 3ª giornata
| Ferrara 29 maggio 2016, ore 15:00 | Chimere Ferrara-Pescara | 13 – 14 (7-0 0-0 0-0 6-14) | One Team Milano | Mike Wyatt Field |

| Bologna 29 maggio 2016, ore 15:00 | Neptunes Bologna | 40 – 12 | Vibrie Salento | C.S. Dozza |

#### 4ª giornata
| Surbo 12 giugno 2016, ore 15:00 | Vibrie Salento | 6 – 52 (6-19 0-6 0-19 0-8) | Chimere Ferrara-Pescara | Impianto Sportivo Decimo Calvara |

| Roma 12 giugno 2016, ore 16:30 | Le Marines Lazio | 6 – 18 (0-6 0-6 0-0 6-6) | Neptunes Bologna | G.S. Polizia Municipale |

#### 5ª giornata
| 26 giugno 2016 | One Team Milano | 8 – 0 (a tavolino) | Vibrie Salento |  |

| Pescara 26 giugno 2016, ore 15:30 | Chimere Ferrara-Pescara | 30 – 6 | Le Marines Lazio | C.S. ex Gesuiti |

### Classifica
La classifica della regular season è la seguente:
- PCT = percentuale di vittorie, G = partite giocate, V = partite vinte, P = partite perse, PF = punti fatti, PS = punti subiti
- La qualificazione alla finale è indicata in verde

| Pos. | Team                    | %V    | G | V | P | PF | PS  |
| ---- | ----------------------- | ----- | - | - | - | -- | --- |
| 1    | Neptunes Bologna        | 1.000 | 4 | 4 | 0 | 90 | 31  |
| 2    | One Team Milano         | .750  | 4 | 3 | 1 | 68 | 39  |
| 3    | Chimere Ferrara-Pescara | .500  | 4 | 2 | 2 | 95 | 38  |
| 4    | Le Marines Lazio        | .250  | 4 | 1 | 3 | 36 | 81  |
| 5    | Vibrie Salento          | .000  | 4 | 0 | 4 | 18 | 118 |

### IV Rose Bowl Italia
| Cesena 8 luglio 2016, ore 18:00 | Neptunes Bologna | 18 – 19 (6-0 0-19 0-0 12-0) | One Team Milano | Orogel Stadium-Dino Manuzzi |

## Verdetti
- One Team Milano Vincitrici del Rose Bowl Italia 2016